# Picéide
Le picéide est un stilbène issu de la glycolyse du resvératrol.

## Première extraction, origine du nom
Le produit a été mis en évidence pour la première fois en 1963 dans un extrait de racine de renouée du Japon, Reynoutria japonica, et appelé polydatine, nom sous lequel le produit est connu en pharmacopée chinoise. Le nom picéide vient du fait que le produit a été isolé de l'écorce de l'épicéa de Sitka appelé en latin Picea sitchensis.

## Isomères cis-trans
Le picéide existe naturellement sous les deux formes cis et trans. Dans la nature, la majorité des molécules présentes dans les plantes sont sous la forme trans. La forme trans est chimiquement beaucoup plus stable, mais les deux formes sont sensibles à la lumière et la présence de lumière cause une isomérisation sous forme cis.

## Présence dans la nature
Outre la renouée du Japon et sa proche parente la renouée à fleurs multiples (les racines sèches des deux plantes sont vendue en pharmacopée chinoise), de nombreuses autres plantes contiennent du picéide : le raisin, les fruits du mûrier (Morus), le cacao (et les aliments qui en contiennent comme le chocolat), les arachides, les graines de soja ou les fleurs de houblon,.

## Vigne et mildiou
Quand une vigne est attaquée par le mildiou, la vigne synthétise d’abord en réaction ' cette attaque une grande quantité d'un type de stilbène appelé le resvératrol. Pour les cultivars sensibles au mildiou, le resvératrol est ensuite transformé dans la plante en picéide, qui est un produit non toxique pour le mildiou. Cette transformation est une glycosylation. Mais pour les vignes résistantes au mildiou, au lieu que le resvértrol soit transformé en picéide, il est transformé en viniférine, un produit qui tue le mildiou.

## Intérêt thérapeutique
Le picéine a des propriétés anti-inflammatoires, immunorégulatrices, anti-oxydantes et anti-tumorales.Il a une action positive sur le risque cardiovasculaire, prévient l'aggrégation des plaquettes et la formation de thromboses, est antiarythmique, et joue un rôle de modulateur des canaux potassium. Il permet la diminution des taux de lipides sanguins et du risque athérogène,.
Il est hépatoprotecteur : Le produit est efficace pour le traitement curatif des maladies du foie associées au stress oxydatif (maladies alcooliques et non alcooliques du foie, lésions hépatiques, fibrose hépatique et carcinome hépatocellulaire). Il est aussi néphroprotecteur (protection des reins), et neuroprotecteur.
Des tests in vitro ont montré une action cytotoxique sur les cellules cancéreuses colorectales en induisant l'arrêt cellulaire et l'apoptose et que le produit prévenait la formation de mélanomes.